# Так закалялась сталь
«Так закаля́лась сталь» (1988) — десятый официальный альбом группы «Гражданская оборона». Один из серии альбомов 1988 года. В 2007 году альбом был наряду с другими переиздан на лейбле «Мистерия Звука» с бонус-треками из неизданного ранее материала. Название альбома — аллюзия на роман Н. А. Островского «Как закалялась сталь».

## История создания
Альбом был записан в отдельные три дня с 12 по 22 января 1988 года. Все инструменты Егор Летов записывал в одиночку, путём наложения. В первый день записывались ударные, во второй — ритм-гитары, в третий — голос совместно с соло гитарой.
В песне «Новая патриотическая» подпевали Олег Судаков («Манагер») и Константин Рябинов («Кузя УО»). В конце композиции «Новый 37-й» звучит отрывок мелодии гимна СССР. В альбом вошла единственная песня Егора Летова сочиненная в соавторстве с Янкой Дягилевой — «В каждом доме». Изначально Янка должна была подпевать вторым голосом, но этот вариант не состоялся по причине ссоры между ней и Летовым. Альбом Летов охарактеризовал как «грустный и яркий».

## Список композиций
Слова и музыка всех песен — Егор Летов, кроме № 4 и № 10.
| №   | Название                                            | Длительность |
| --- | --------------------------------------------------- | ------------ |
| 1.  | «Новая патриотическая»                              | 1:48         |
| 2.  | «Солдатами не рождаются»                            | 2:33         |
| 3.  | «Глобальность»                                      | 0:12         |
| 4.  | «В каждом доме» (текст — Егор Летов, Янка Дягилева) | 3:27         |
| 5.  | «Один день Ивана Денисовича»                        | 1:37         |
| 6.  | «Новый 37-й»                                        | 2:17         |
| 7.  | «Кто сильнее — тот и прав»                          | 1:39         |
| 8.  | «Так закалялась сталь»                              | 2:27         |
| 9.  | «Обосраться и не жить»                              | 1:17         |
| 10. | «Лето прошло» (текст — Егор Летов, Олег Судаков)    | 2:13         |
| 11. | «Харакири»                                          | 2:21         |
| 12. | «КГБ»                                               | 1:54         |
| 13. | «Амнезия»                                           | 1:52         |
| 14. | «Тишина»                                            | 0:18         |
| 15. | «Анархия»                                           | 1:16         |
| 16. | «Колыбельная»                                       | 1:18         |

| №   | Название                   | Длительность |
| --- | -------------------------- | ------------ |
| 17. | «Суицид»                   | 2:39         |
| 18. | «Второй эшелон»            | 1:48         |
| 19. | «Мы идём»                  | 0:30         |
| 20. | «Государство»              | 2:10         |
| 21. | «Человек человеку — волк»  | 1:52         |
| 22. | «Против»                   | 2:54         |
| 23. | «Никто не хотел умирать»   | 2:55         |
| 24. | «Парадокс»                 | 2:33         |
| 25. | «Всё идёт по плану (Live)» | 4:29         |

## Участники записи
- Егор Летов — вокал, соло-гитара, ритм-гитара, бас, ударные.
- Константин «Кузя УО» Рябинов и Олег «Манагер» Судаков — подпевки (1).

Записано в ГрОб-Студии 12-22 января 1988 года Егором Летовым.

## Критика
Альбом был богат на мощные панк-хиты, которые автор впоследствии стал реже исполнять. Чего стоит только одна «Харакири» — единственная песня с альбома, исполнявшаяся группой на последующих концертах. Но и песни «Солдатами не рождаются», «Так закалялась сталь», «Амнезия», «Лето прошло» и «Новый 37-й» любой уважающий себя фанат «Гражданской обороны» просто обязан знать наизусть.— Из интернет-журнала «УндергрундХерос»